# Théorème de Bonnet-Schoenberg-Myers
En géométrie riemannienne, le théorème de Bonnet-Schoenberg-Myers (de) montre comment des contraintes locales sur une métrique riemannienne imposent des conditions globales sur la géométrie de la variété. Sa démonstration repose sur une utilisation classique de la formule de la variation seconde. 
Théorème (Bonnet, 1935) — Si une variété riemannienne complète a une courbure sectionnelle minorée par une constante strictement positive {\displaystyle \delta }, alors son diamètre est borné par {\displaystyle \pi /{\sqrt {\delta }}} :
{\displaystyle \forall x,k(x)\geq \delta >0\Rightarrow \mathrm {diam} M\leq {\frac {\pi }{\sqrt {\delta }}}}
En particulier, {\displaystyle M} est compacte.
Le cas d'égalité a été étudié (Shiu-Yuen Cheng, 1975) :
Sous les notations précédentes, si le diamètre de {\displaystyle M} est égal à {\displaystyle \pi /{\sqrt {\delta }}}, alors {\displaystyle (M,g)} est isométrique à la sphère euclidienne de rayon {\displaystyle 1/{\sqrt {\delta }}}.
Myers a amélioré en 1941 le théorème de Bonnet en démontrant le même résultat sous l'hypothèse plus faible que la courbure de Ricci est minorée par {\displaystyle (n-1)\delta }, où {\displaystyle n} est la dimension de la variété.
Le théorème de Bonnet-Myers a le corollaire suivant :
Le groupe fondamental d'une variété riemannienne compacte de courbure strictement positive est fini.